# Promachus forfex
Promachus forfex là một loài ruồi trong họ Asilidae. Promachus forfex được Osten-Sacken miêu tả năm 1887. Loài này phân bố ở vùng Tân nhiệt đới.